# Sciapus latifacies
Sciapus latifacies är en tvåvingeart som först beskrevs av Van Duzee 1934.  Sciapus latifacies ingår i släktet Sciapus och familjen styltflugor.
Artens utbredningsområde är Guyana. Inga underarter finns listade i Catalogue of Life.